# Hafla
Hafla è il primo album dal vivo del cantante algerino Khaled, pubblicato nel 1998.

## Tracce
1. Didi – 5:27
2. Sahra – 3:53
3. Aïcha – 5:07
4. Chebba – 4:54
5. Abdel Kader – 4:39
6. Ouelli El Darek – 4:39
7. N'ssi N'ssi – 4:07
8. Lillah – 4:55
9. La Camel – 5:44
10. Wahrane Wahrane – 4:47
11. Ragda – 5:26
12. Walou Walou – 5:45
13. Mauvais Sang – 6:56
14. El harba wine – 7:16